# 7,5 cm PaK 40
7,5 cm PaK 40 (Panzerabwehrkanone 40 – armata przeciwpancerna wzór 40) – niemiecka armata przeciwpancerna kalibru 75 mm opracowana w latach 1939–1941 i używana przez armię niemiecką w okresie II wojny światowej.
Prace projektowe nad nową armatą przeciwpancerną 75 mm rozpoczęły się w zakładach Kruppa i Rheinmetall już w roku 1939, ale początkowo projekt nie miał wysokiego priorytetu. Dopiero po inwazji na ZSRR w 1941 roku i pierwszych starciach z dobrze opancerzonymi czołgami T-34 i KW, zwiększono tempo prac projektowych. Oficjalnie przyjęte na wyposażenie w 1940, pierwsze działa tego typu dostarczono do jednostek bojowych pod koniec 1941, a do 1943 stanowiły one większość niemieckiej artylerii przeciwpancernej.
Armata PaK 40 była standardowym niemieckim działem przeciwpancernym do końca wojny. Była używana także przez inne państwa Osi, a zdobyczne egzemplarze weszły na uzbrojenie Armii Czerwonej. Po wojnie służyły w armiach Albanii, Bułgarii, Czechosłowacji, Finlandii, Rumunii i Węgier.
Łącznie wyprodukowano około 23 000 sztuk tej broni, plus około 6000 egzemplarzy stanowiących uzbrojenie niemieckich niszczycieli czołgów. Armata PaK 40 stanowiła skuteczną broń przeciwpancerną aż do końca wojny i była w stanie zniszczyć każdy czołg aliancki z wyjątkiem ciężko opancerzonych IS-2 i M26 Pershing. Jedyną poważniejszą wadą PaK 40 był znaczny ciężar własny, co wymuszało używanie do transportu działa ciągnika artyleryjskiego, szczególnie na miękkim gruncie.
Duża masa własna działa była między innymi spowodowana uproszczeniami konstrukcji i ograniczonym, w porównaniu do 5 cm PaK 38, stosowaniem lekkich stopów, zarezerwowanych dla Luftwaffe. Działo posiadało klasyczną konstrukcję z łożem dwuogonowym, z resorowaniem piórowym; po rozłożeniu ogonów, resory wyłączały się automatycznie. Lufa jednoczęściowa, z podwójnym hamulcem wylotowym.
Armata PaK 40 wystrzeliwała pociski o masie od 4,1 (podkalibrowy z rdzeniem wolframowym), przez 5,74 (burzący) do 6,8 kg (przeciwpancerny). Szeroka gama pocisków czyniła z PaK 40 także użyteczne działo polowe i używający jej żołnierze bardzo wysoko ją oceniali. Przebijalność pancerza (0° pochylenia z 500 m) przy użyciu pocisku podkalibrowego wynosiła 154 mm, a z odległości 2000 m wciąż sięgała 98 mm.